# People
People este o revistă americană înființată în anul 1974, ca evoluție a secțiunii People din revista Time. Revista este deținută de compania media Dotdash Meredith, o divizie a IAC.
Tirajul revistei era de 4 milioane exemplare săptămânal în anul 2007.
People tratează problemele unor personalități marcante și istorisiri care interesează în general publicul țintă. Printre altele, publicația întocmește liste, cum ar fi, de exemplu, cele mai frumoase 100 de persoane ale lumii (alese de cititori). Aceste liste au început să fie întocmite în anii 1990.

## Sexiest Man Alive
(Cel mai sexy bărbat în viață)
| Data apariției revistei | Câștigător          | Vârsta |
| ----------------------- | ------------------- | ------ |
| 4 februarie 1985        | Mel Gibson          | 29     |
| 27 ianuarie 1986        | Mark Harmon         | 34     |
| 30 martie 1987          | Harry Hamlin        | 35     |
| 12 septembrie 1988      | John F. Kennedy Jr. | 27     |
| 16 decembrie 1989       | Sean Connery        | 59     |
| 23 iulie 1990           | Tom Cruise          | 28     |
| 22 iulie 1991           | Patrick Swayze      | 38     |
| 16 martie 1992          | Nick Nolte          | 51     |
| 19 octombrie 1993       | Richard Gere (1)    | 44     |
| 30 ianuarie 1995        | Brad Pitt (1)       | 31     |
| 29 iulie 1996           | Denzel Washington   | 41     |
| 17 noiembrie 1997       | George Clooney (1)  | 36     |
| 16 noiembrie 1998       | Harrison Ford       | 56     |
| 15 noiembrie 1999       | Richard Gere (2)    | 50     |
| 13 noiembrie 2000       | Brad Pitt (2)       | 36     |
| 26 noiembrie 2001       | Pierce Brosnan      | 48     |
| 2 decembrie 2002        | Ben Affleck         | 30     |
| 1 decembrie 2003        | Johnny Depp (1)     | 40     |
| 29 noiembrie 2004       | Jude Law            | 31     |
| 28 noiembrie 2005       | Matthew McConaughey | 36     |
| 27 noiembrie 2006       | George Clooney (2)  | 45     |
| 26 noiembrie 2007       | Matt Damon          | 37     |
| 25 noiembrie 2008       | Hugh Jackman        | 40     |
| 18 noiembrie 2009       | Johnny Depp (2)     | 46     |
| 17 noiembrie 2010       | Ryan Reynolds       | 34     |
| 16 noiembrie 2011       | Bradley Cooper      | 36     |
| 14 noiembrie 2012       | Channing Tatum      | 32     |
| 19 noiembrie 2013       | Adam Levine         | 34     |
| 19 noiembrie 2014       | Chris Hemsworth     | 31     |
| 17 noiembrie 2015       | David Beckham       | 40     |
| 15 noiembrie 2016       | Dwayne Johnson      | 44     |
| 14 noiembrie 2017       | Blake Shelton       | 41     |
| 5 noiembrie 2018        | Idris Elba          | 46     |
| 13 noiembrie 2019       | John Legend         | 40     |
| 30 noiembrie 2020       | Michael B. Jordan   | 33     |
| 10 noiembrie 2021       | Paul Rudd           | 52     |
| 7 noiembrie 2022        | Chris Evans         | 41     |
| 7 noiembrie 2023        | Patrick Dempsey     | 57     |
| 13 noiembrie 2024       | John Krasinski      | 45     |

## Sexiest Woman Alive
(Cea mai sexy femeie în viață)
În decembrie 2014, People a selectat pentru prima dată "Sexiest Woman Alive".
| An                | Câștigătoare | Vârstă |
| ----------------- | ------------ | ------ |
| 18 decembrie 2014 | Kate Upton   | 22     |

## 100 Most Beautiful People
(Cele mai frumoase persoane din lume)
| Data apariției revistei | Nume                  | Vârstă |
| ----------------------- | --------------------- | ------ |
| 1 iunie 1990            | Michelle Pfeiffer (1) | 32     |
| 7 iunie 1991            | Julia Roberts (1)     | 23     |
| 4 mai 1992              | Jodie Foster          | 28     |
| 3 mai 1993              | Cindy Crawford        | 27     |
| 8 mai 1994              | Meg Ryan              | 32     |
| 8 mai 1995              | Courteney Cox         | 30     |
| 8 mai 1996              | Mel Gibson            | 40     |
| 12 mai 1997             | Tom Cruise            | 34     |
| 12 mai 1998             | Leonardo DiCaprio     | 24     |
| 14 mai 1999             | Michelle Pfeiffer (2) | 41     |
| 8 mai 2000              | Julia Roberts (2)     | 32     |
| 14 mai 2001             | Catherine Zeta-Jones  | 31     |
| 13 mai 2002             | Nicole Kidman         | 34     |
| 12 mai 2003             | Halle Berry           | 36     |
| 30 mai 2004             | Jennifer Aniston (1)  | 35     |
| 08 mai 2005             | Julia Roberts (3)     | 37     |
| 28 aprilie 2006         | Angelina Jolie        | 30     |
| 27 aprilie 2007         | Drew Barrymore        | 32     |
| 2 mai 2008              | Kate Hudson (1)       | 29     |
| 11 mai 2009             | Christina Applegate   | 37     |
| 30 aprilie 2010         | Julia Roberts (4)     | 42     |
| 15 aprilie 2011         | Jennifer Lopez        | 41     |
| 27 aprilie 2012         | Beyoncé               | 30     |
| 26 aprilie 2013         | Gwyneth Paltrow       | 40     |
| 5 mai 2014              | Lupita Nyong'o        | 31     |
| 24 aprilie 2015         | Sandra Bullock        | 50     |
| 20 aprilie 2016         | Jennifer Aniston (2)  | 47     |
| 19 aprilie 2017         | Julia Roberts (5)     | 49     |
| 18 aprilie 2018         | Pink                  | 38     |
| 24 aprilie 2019         | Jennifer Garner       | 47     |
| 4 mai 2020              | Goldie Hawn           | 74     |
| 4 mai 2020              | Kate Hudson (2)       | 41     |
| 4 mai 2020              | Rani Hudson Fujikawa  | 1      |
| 12 aprilie 2021         | Chrissy Teigen        | 34     |
| 27 aprilie 2022         | Helen Mirren          | 76     |
| 24 aprilie 2023         | Melissa McCarthy      | 52     |
| 1 mai 2024              | Sofia Vergara         | 51     |